# Parafia Wniebowzięcia Najświętszej Maryi Panny w Potoku
Parafia Wniebowzięcia Najświętszej Maryi Panny w Potoku – parafia rzymskokatolicka, znajdująca się w diecezji kieleckiej, w dekanacie chmielnickim.